# نادي داموك
نادي داموك الرياضي هو فريق كرة قدم عراقي مقره في واسط، يلعب في الدوري العراقي الدرجة الثالثة.

## روابط خارجية
أندية العراق - تواريخ التأسيس